# Batalla de Hong Kong
La batalla de Hong Kong va ser part de la Segona Guerra Mundial i la Guerra del Pacífic a l'Àsia. La vila de Hong Kong, que aleshores era una colònia britànica, va ser atacada per l'Imperi Japonès el dia 8 de desembre de 1941, un dia després de l'Atac a Pearl Harbor, iniciant-se obertament la guerra entre el Japó i els Aliats de la Segona Guerra Mundial. La feble guarnició britànica no va poder fer front a la superior força nipona, i es va rendir 18 dies després de l'inici de la batalla. El pla japonès era atacar sense pèrdua de temps, respectivament els territoris de Malàisia, les Filipines, el regne de Tailàndia, Indonèsia i Hong Kong.

## Preparatius britànics
En iniciar-se la Segona Guerra Sinojaponesa, el Regne Unit va observar amb preocupació com el seu antic aliat, el Japó, al qual havia ajudat a armar-se a inicis del segle, ocupava Canton i envoltava completament la ciutat i colònia britànica de Hong Kong. El govern militarista del Japó era fortament nacionalista, i veia malament qualsevol intromissió occidental a la seva política expansionista. Ja que els estrategs militars britànics es van adonar que era impossible defensar Hong Kong, es va planejar la retirada de la majoria de les tropes britàniques, deixant tan sols una força simbòlica. Tanmateix, el mariscal de l'aire sir Robert Brooke-Popham es va oposar a aquest pla, argumentant que una guarnició britànica a Hong Kong demoraria l'ofensiva japonesa, i es guanyaria temps per enfortir les altres colònies asiàtiques. El setembre del 1941, el Primer ministre del Regne Unit, Winston Churchill, va demanar al Canadà que enviés dos batallons a Hong Kong, i va assegurar al líder xinès Chiang Kai-shek, que no pensava lliurar la colònia al Japó. El 16 de novembre, els dos batallons d'infanteria canadencs (1.975 soldats) van arribar a Hong Kong, havent perdut el seu equip pesat, ja que aquest havia estat enviat a Manila. Pitjor encara, després es va descobrir que els batallons canadencs no havien participat en cap combat encara, per a molts soldats aquesta va ser la primera experiència de combat.

## La batalla

Mapa de la batalla

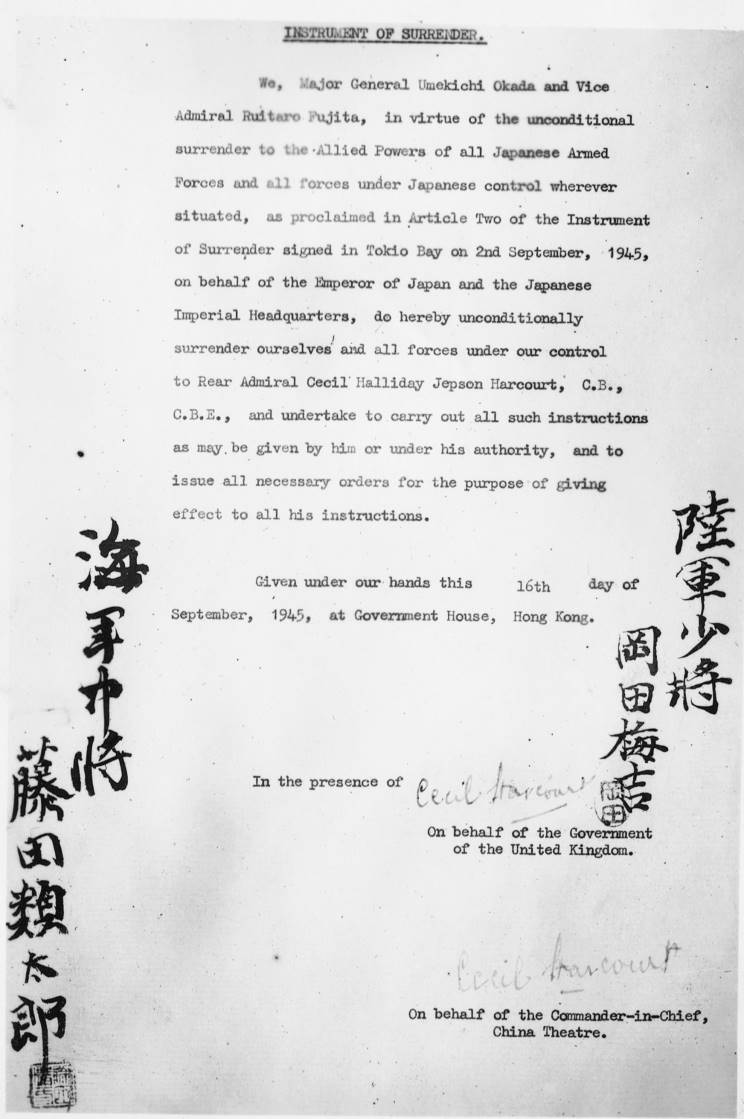
Document de la rendició de les forces japoneses a Hong Kong, 16 de setembre de 1945

La batalla va començar el dia 8 de desembre, a les 8 del matí (hora de Hong Kong), l'endemà de l'atac japonès a la base americana de Pearl Harbor. Tropes britàniques, canadenques i de l'Índia es trobaven sota el comandament del general Christopher Michael Maltby, i rebien suport de les forces voluntàries de Hong Kong, una força paramilitar poc entrenada. Un dels tres Vickers Vildebeest i els dos avió amfibi Supermarine Walrus que eren a l'aeroport de Hong Kong van ser destruïts el primer dia per una força superior de bombarders japonesos i els defensors es van quedar sense suport aeri. Els navilis britànics van rebre l'ordre d'escapar a Singapur i les tropes terrestres van haver de defensar-se pel seu compte, enfrontant-se a un enemic numèricament superior en una proporció de 3 a 1. Tot seguit, els nipons van carregar amb les seves baionetes contra les línies angleses. Les defenses, preparades amb anterioritat, van ser superades el dia 10 de desembre, i el barri de Kowloon va ser evacuat l'endemà i bombardejat contínuament. Els soldats Rajputs van ser els darrers a abandonar l'illa, partint el 13 de desembre, ja que s'havia ordenat destruir totes les instal·lacions militars possibles.
El major General Maltby va reorganitzar les seves forces a l'illa de Hong Kong, i va rebutjar un oferiment de rendició japonès el dia 13 de desembre. Entre el 15 de desembre i el 18 de desembre, l'illa de Hong Kong va ser bombardejada, i la invasió japonesa de l'illa es va iniciar el dia 18, patint moltes baixes.
El dia 20 de desembre, les forces britàniques a Hong Kong havien estat dividides, i molts dels soldats europeus que es van rendir van ser assassinats. Aquest mateix dia, els japonesos van capturar les fonts d'aigua dolça de l'illa, aquest fet va empitjorar la situació britànica. El matí del dia 24 de desembre, els nipons van entrar a un hospital militar britànic i van assassinar-hi 60 ferits juntament amb els seus doctors.
A la tarda del dia 25 de desembre, el governador de Hong Kong sir Mark Aitchison Young es va dirigir a la caserna japonesa, que era a l'Hotel Península, i es va rendir, en adonar-se que l'Exèrcit britànic a Hong Kong, ja no podia oferir més resistència.

## Conseqüències

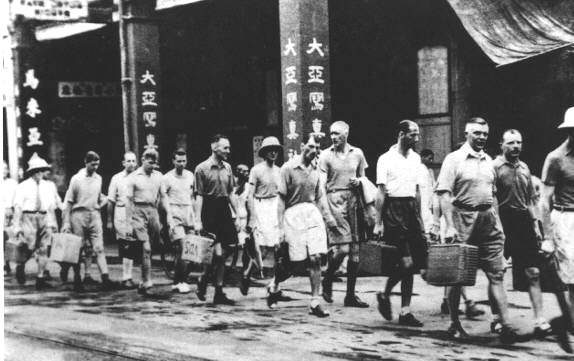
Banquers occidentals capturats són transportats a un hotel.

Entre la rendició i l'entrada formal de les tropes japoneses el 27 de desembre, el caos es va apropiar de la ciutat i els xinesos pobres van saquejar i robar arreu. El general Takashi Sakai (en japonès: 酒井隆) va esdevenir el primer governador militar japonès de Hong Kong, fins al dia 20 de febrer de 1942, quan va ser substituït pel general Rensuke Isogai (en japonès: 磯谷 廉介). Els presoners de guerra britànics van ser enviats a camps de concentració a Indoxina (l'actual Vietnam) i al Japó. Uns 1.528 soldats aliats morts, la majoria de la Commonwealth, van ser enterrats eventualment al nord-est de Hong Kong, al cementiri de guerra de Sai Wan. Dos grups de guerrilles xineses van sorgir als voltants de Hong Kong, aquest fet va motivar que els japonesos arrasessin petites viles com a represàlia.

## Rendició dels japonesos
Els japonesos es van rendir a les Forces aliades a Hong Kong el dia 16 de setembre de l'any 1945, després de la Rendició del Japó, i el final de la Segona Guerra Mundial.

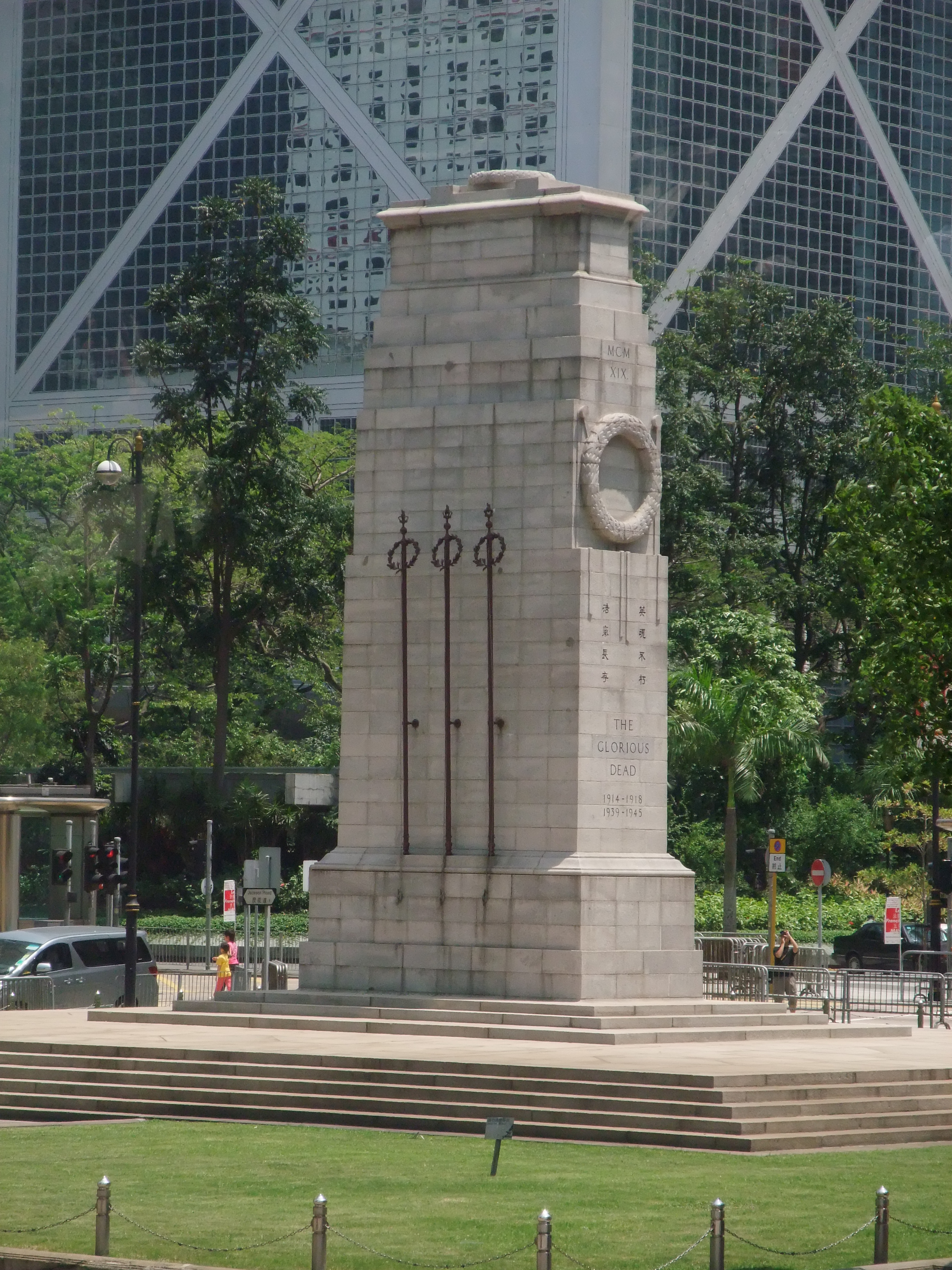
Cenotafi a Hong Kong

Després de la Primera Guerra Mundial es va construir un cenotafi a Hong Kong, per tal de recordar als soldats de la Commonwealth morts a la Primera Guerra Mundial.